# Акбаралиев, Вахитджан Акрамджанович
Вахитджан Акрамджанович Акбаралиев (15 ноября 1989) — киргизский и казахстанский футболист, вратарь.

## Биография
В 2007 году был в заявке клуба «Абдыш-Ата», а в 2010—2012 годах играл в высшей лиге Кыргызстана за «Алгу». Серебряный призёр чемпионата и финалист Кубка Кыргызстана 2012 года.
В 2013 году перешёл в казахстанский клуб «Восток» (Усть-Каменогорск) и принял гражданство Казахстана. В команде был третьим вратарём после Романа Нестеренко и Ильи Байтерякова и долгое время не появлялся в составе, а играл за дубль и провёл 14 матчей в первенстве дублёров. Дебютный матч за основной состав в высшей лиге Казахстана сыграл 30 августа 2013 года против «Тобола» (0:4), выйдя на замену на 33-й минуте после удаления Байтерякова и за оставшееся время пропустил три мяча. В своём втором матче, 14 сентября против «Атырау» получил травму плеча и выбыл из строя до конца сезона. В 2014 году тоже был в заявке своего клуба, вылетевшего в первую лигу, но ни одного матча не сыграл.
В 2015—2016 годах был резервным вратарём ошского «Алая», клуб в этих сезонах становился чемпионом Кыргызстана. Финалист Кубка Кыргызстана 2016 года, в финальном матче остался в запасе.

## Личная жизнь
Отец, Акрамджан Акбаралиев (род. 1969) тоже был футболистом и играл на позиции вратаря, в дальнейшем входил в тренерский штаб «Алги».